# Pod Gradom
Pod Gradom (nemško Unterschloßberg) je naselje v Občini Kotmara vas v Okraju Celovec-dežela na Koroškem v Avstriji.